# Matrioshki – Mädchenhändler
Matrioshki ist eine belgische Fernsehserie, die das Thema Prostitution und Menschenhandel in Europa thematisiert. In der ersten Staffel werden junge Frauen aus Litauen und Russland in Belgien zur Zwangsprostitution gezwungen, in der zweiten Staffel geht es um freiwillige Prostitution aus wirtschaftlichen Gründen und deren Ausbeutung.

## Handlung
Staffel 1:
Im litauischen Vilnius bewerben sich junge Frauen aus Litauen und Russland auf eine Stellenanzeige als Tänzerin in Westeuropa. Die Mädchen hoffen vor allem der Armut und Perspektivlosigkeit in ihrer Heimat entfliehen zu können. Sie unterschreiben, ohne sie lesen zu können, Arbeitsverträge in griechischer Sprache und fliegen zunächst nach Zypern. Erst hier begreifen die Mädchen, dass sie in die Hände von Menschenhändlern geraten sind, die sie zwingen, in Antwerpen in einem Stripklub zu arbeiten und sich zu prostituieren. Durch körperliche und seelische Gewalt werden die Mädchen eingeschüchtert und versuchen unterschiedlich mit der Situation umzugehen. Während einige der Mädchen unter dem psychischen und physischen Terror zerbrechen, versuchen sich andere aus ihrer Lage aktiv zu befreien, wieder andere resignieren, während einige wenige sich sogar bereitwillig mit ihrem neuen Leben abfinden, da ihr neues Schicksal noch immer eine Verbesserung gegenüber ihrem alten Leben in der Heimat darstellt.
Neben den Erlebnissen der Mädchen ist der zweite Erzählstrang das Verhalten der Mitglieder des Menschenhändlerrings, die letztlich als von Geldgier getriebene Zuhälter fungieren. Der Erzählschwerpunkt bei den Mädchen liegt auf ihrem Schicksal als Zwangsprostituierte, da sie sich nicht freiwillig für die Prostitution entschieden haben.
Staffel 2:
Die zweite Staffel wird von zwei Haupthandlungsfäden bestimmt. Zum einen durch die Bandenmitglieder, die in gegenseitiger finanzieller Abhängigkeit sind und daher versuchen, durch den Mädchenhandel Geld zu verdienen. Zum anderen durch die Schicksale der Mädchen, wobei sich der Handlungsfaden verteilt auf die russischsprachigen Mädchen aus der Ukraine und Transnistrien, sowie auf die thailändischen Mädchen. Im Gegensatz zu den Mädchen der ersten Staffel handelt es sich primär nicht um Zwangsprostituierte, sondern junge Frauen, die sich bereitwillig prostituieren, weil sie so Geld für sich und ihre Familien verdienen wollen - einige Familien stiften ihre Töchter aktiv dazu an.

## Episodenliste

### Staffel 1 -Nur tanzen hatten sie gesagt(Alleen maar dansen, hadden ze gezegd)
| Ep.  | Inhalt |
| ---- | --- |
| 1.01 | In Belgien werden zwei junge Russinnen erschossen und enthauptet aufgefunden. Die Polizei fandet im Umfeld des belgischen Clubgeschäftsführers Raymond „Ray“ van Mechelen, der für seinen Onkel John Dockx, den Besitzer des Clubs arbeitet. In Vilnius sucht dieser neue junge Frauen, um sie als Zwangsprostituierte nach Antwerpen zu bringen, während die Mädchen glauben, dass sie als Tänzerinnen nach Westeuropa kommen werden. Ray und seine Mitarbeiter geben den Mädchen Verträge in griechischer Sprache, sodass die Mädchen sie nicht lesen können, ihnen wird lediglich gesagt, dass ihre Tour in Zypern beginnt und 3000 US-Dollar an Kosten für sie anfallen, die ihnen von ihren Gagen abgezogen werden, außer wenn sie den Vertrag brechen – bis dahin müssen die Eltern für die Mädchen bürgen. Die Gruppe will die Mädchen so an sich binden. Kalinka, eines der Mädchen, arbeitet in Wahrheit für die Gruppe und versucht die Zweifel der anderen zu zerstreuen. Obgleich vielen die Sache nicht geheuer ist, ist die Versuchung für die Mädchen zu groß, der Armut und Perspektivlosigkeit in Litauen und Russland zu entfliehen. Inessa, deren Vater arbeitslos ist und den Vertrag nicht unterschreiben will, bittet Ray um eine andere Möglichkeit, um mitzukommen, woraufhin sie sowohl ihm als auch seinem Mitarbeiter Marc sexuelle Dienste erweist. Daria setzt sich über die Einwände ihrer Freundin Kassandra hinweg, auch als sie beide von dem belgischen Journalisten Nico Maes gewarnt werden, der ihnen erklärt, dass Ray sie in Holland und Belgien in dessen Clubs zur Prostitution zwingen wird. Kassandra verständigt mit Darias Bruder zusammen die Polizei, die jedoch nicht ausreichend handelt. Inessa und Daria reisen mit den anderen Mädchen und Ray ab. Kassandra, deren doppeltes Spiel van Mechelen erkannt hat, wird in dessen Auftrag ermordet. Insgesamt reisen neun Mädchen mit der Gruppe mit. Die beiden Litauerinnen Inessa und Daria, sowie die sieben Russinnen Deborah, Olga, Irina, Eva, Luna, Kalinka und Elena. |
| 1.02 | Die Mädchen werden nach Zypern gebracht, wobei die Bande ihr kriminelles Gesicht offenbart. Elena wird zu Tode geprügelt. Inessa begreift, dass sie als ein Opfer für die anderen Mädchen dienen musste, die nun zu eingeschüchtert sind, um sich gegen die Bande zur Wehr zu setzen. Die Mädchen werden im Striptease unterrichtet und müssen schließlich im Stripclub Moulin Rouge auftreten. Olga und Deborah misslingt vorab ein Fluchtversuch. |
| 1.03 | Die Mädchen kommen in Antwerpen an und werden in Rays Club Studio 69 gebracht, der ihnen erklärt, dass sie diesen wegen „Visa-Problemen“ nicht verlassen dürfen. Für ihre Dienste im Club müssen die Mädchen 80–90 % der Einnahmen an Van Mechelen abtreten, wodurch er sie einerseits in finanzieller Abhängigkeit hält, ihnen andererseits aber so viel Geld überlässt, dass sie Aussicht darauf haben, ihre „Vertragskosten“ abzuarbeiten und damit nicht in Konflikt mit der Bande zu kommen. Gleichzeitig erhöht Ray so die Hemmschwelle der Mädchen, aus dem Club zu fliehen und zur Polizei zu gehen. Die Mädchen versuchen, sich in der neuen Lage zurechtzufinden. Inessa ist bereit sich für private Strips mit Kunden ins Séparée zurückzuziehen und sich auch anfassen zu lassen, was ihren Ruf in der Gruppe stetig sinken lässt. Nico Maes kommt in den Club und hält Kontakt zu Daria. Bei einer Tombola wird Luna an einen Kunden verlost und von ihm vergewaltigt. Die impulsive Deborah greift den Täter an. Ray erachtet sie als Risiko und verkauft sie daraufhin an einen Künstler für 6.500 Euro. Dieser kommt auf Deborah zu, wobei nicht klar wird, ob er sie vergewaltigt. |
| 1.04 | Als Ersatz für Deborah kommt Inga neu in die Gruppe, die zuvor an ein anderes Bordell verkauft worden war. Von Ray unbeabsichtigt, trifft Inga auf Kalinka, die für ihren Verkauf verantwortlich war. Die anderen Mädchen erfahren so, dass Kalinka in Wahrheit eine Spionin von van Machelen ist. Im Gegensatz zu Daria und einigen anderen Mädchen findet sich Inessa immer mehr in ihrer Rolle im Club ein. Kalinka beobachtet, wie Daria im Club Nico Maes einen Brief gibt und informiert den Türsteher, der diesen daraufhin Maes abnimmt. Zur Strafe behält die Gruppe alle Prozentanteile der Mädchen für eine Woche ein, was die Konflikte zwischen den Mädchen weiter verschärft. Deborah ersticht ihren Käufer, als dieser sie vergewaltigen will und flieht aus dem Haus, was Rays Männer mitbekommen, die den Rest der Kaufsumme am nächsten Tag abholen wollen. |
| 1.05 | Deborah wird wegen eines Diebstahls aufs Polizeirevier gebracht, erhält dort jedoch keine Hilfe und wird von Rays Männern aufgegriffen und in den Club zurückgebracht. Als die Polizei in einer Razzia den Club durchsucht, gelingt es Ray, mit Ausnahme von Kalinka und Inga alle Mädchen unbemerkt aus dem Club zu schaffen. Letztere bestreiten auf dem Polizeirevier im Verhör, dass sie Prostituierte sind. Van Mechelen will einen Teil der Mädchen an einen Zuhälter verkaufen, darunter auch Irina, die im Lieferwagen des Handwerkers Peter Jones es schafft aus dem Club zu entkommen, der sie mit zu sich nach Hause und seiner Frau nimmt. Da Irina fehlt, will der Zuhälter nicht den vereinbarten Preis zahlen, woraufhin es zu einer gewaltsamen Auseinandersetzung kommt und der Verkauf platzt. |
| 1.06 | Angesichts des verpatzten Geschäfts will Van Machelen die Mädchen nun dazu zu zwingen sich häufiger zu prostituieren. Durch eine Andeutung gegenüber Inessa erfährt Daria davon, dass sie mit ihm geschlafen hat, um nach Belgien zu kommen, woraufhin sie ihre Freundin als Hure beschimpft. Inessa ist nun endgültig in der Gruppe isoliert und wird durch Kalinka motiviert sich zu prostituieren. Ray findet durch Peters eifersüchtige Ehefrau heraus, dass er Irina geholfen und versteckt hat, woraufhin er ihm anbietet, Irina zu kaufen. Peter, der zuvor zusammengeschlagen wird, geht darauf ein und lässt Irina frei, woraufhin sie sich auf dem Weg zurück nach Russland macht. Luna soll für einen Kunden privat tanzen und wird von diesem angefasst, worauf sie – noch immer von ihrer Vergewaltigung traumatisiert – sich wehrt und einen psychischen Zusammenbruch und Ohnmachtsanfall erleidet, woraufhin sie ins Krankenhaus gebracht wird. John Dockx beschließt aus dem aktiven Mädchenhandel auszusteigen und übergibt die Leitung des Clubs 69 an Ray, zum großen Missfallen seines Sohnes Vincent. |
| 1.07 | Drei Monate sind vergangen. Kalinka hat zu Ray eine zunehmend emotionale (und sexuelle) Bindung aufgebaut und wohnt bei ihm. Das Geschäft läuft zunehmend schlecht, da die Polizei mehrfach in der Woche Kontrollen vor dem Club durchführt. Ray will deshalb einen Escort-Service aufbauen und gerät darüber in Konflikt mit Kalinka, die nicht im Escort arbeiten will. Zunächst gibt er ihr das Versprechen, dass sie sich im Escort nicht prostituieren muss, bricht dieses zu Kalinkas Entsetzen dann jedoch vor seinen Männern. Während einige der Mädchen – etwa Daria – noch immer versuchen sich nicht zu prostituieren, sind Inessa und Deborah offen dazu übergegangen. Vincent verträgt die Zurückweisung durch seinen Vater nicht und intrigiert gegen Ray. Wim Wilsen, ein Kunde, verliebt sich in Eva und verbringt gegen Bezahlung außerhalb des Clubs Zeit mit ihr. Die beiden kommen sich langsam näher und Wim beschließt Evas Vertrag zu übernehmen. Luna lebt inzwischen in einer Nervenheilanstalt, ist seelisch jedoch völlig gebrochen und körperlich gänzlich apathisch. Die Ärzte sagen, dass sich ihr Zustand nicht verbessern wird – gleichzeitig muss die Gruppe wegen einer fehlenden Krankenversicherung ihrer 'Angestellten' jeden Tag über 100 Euro zahlen, was sie nicht will und beschließt Luna zu beseitigen. Weinend erstickt Kalinka schließlich Luna mit einem Kissen. |
| 1.08 | Die Mädchen erfahren von Lunas Tod. Daria ist so erschüttert, dass sie sich weigert zu tanzen, worauf Eddy sie krankenhausreif prügelt. Als sie zurückkommt, findet sie heraus, dass ihr gespartes Geld aus dem Gemeinschaftszimmer verschwunden ist. Die Mädchen verdächtigen Deborah, die aggressive Drohungen ausstößt. Wim stellt Eva bei einem Abendessen seiner Familie vor, die erahnt, dass sie kein normales Mädchen ist. Es kommt zum Eklat. Zuhause erklärt Eva, dass sie Wim nicht liebt, der gut zu ihr gewesen sei, sie aber wie eine Ware auf dem Markt ausgesucht und gekauft habe. Wim ist enttäuscht und fragt, ob sie in den Club zurückwolle, was Eva heftig verneint, woraufhin er sie darauf hinweist, dass er viel Geld für sie bezahlt hat. Eva wird klar, dass Wim den Verkauf rückgängig machen will, und flieht aus der Wohnung, während Wim im Club genau darum ersucht. Um Ray eins auszuwischen, zwingt Vincent Kalinka zum Oralsex, woraufhin sie ihm in die Genitalien beißt. Als Ray und Vincent sich prügeln, stößt Vincent gegen einen Tisch und zieht sich eine Rückenmarksverletzung zu, die ihn querschnittslähmt. |
| 1.09 | Weitere drei Monate sind vergangen. Nico Maes wendet sich an einen Vertrauten bei der Polizei. Er hat Eva gefunden, die in einem Lokal als Bedienung arbeitet. Eva beschließt anonym auszusagen und berichtet unter anderem wie die Mädchen in Russland durch eine Zeitungsannonce angelockt nach Minsk und von dort nach Vilnius gebracht wurden und Luna im Club vergewaltigt wurde. Die Polizei führt daraufhin eine Durchsuchung im Club durch und findet heraus, dass mehrere Visa abgelaufen sind. Deborah, Inga und Olga werden aufs Polizeirevier gebracht, während Inessa und Daria als Litauerinnen und damit EU-Bürger bleiben können. Olga will auf dem Revier aussagen, doch Inga warnt sie und erzählt wie die beiden russischen Mädchen aus ihrer Gruppe flohen, zur Polizei gingen und daraufhin von Rays Männern ermordet wurden, da die Polizei von Spitzeln durchsetzt war. Alle drei Mädchen verweigern es Ray und die Bande zu belasten, woraufhin die Polizei sie beschließt nach Russland auszuweisen. Während Olga erleichtert ist, sind Inga und Deborah außer sich, letztere vor allem, weil sie ihre Ersparnisse aus dem Club nicht mitnehmen darf. Auch Eva ist erzürnt, da die Mädchen unterm Strich am meisten unter ihrer Aussage bei der Polizei leiden. Im Club werden Inessa und Daria von Darias Mutter und ihrem Onkel überrascht. Daria erfährt, dass ihr Schlepper in Vilnius verhaftet worden ist und man ihre Freundin Kassandra vergewaltigt und ermordet aufgefunden hat. John Dockx stirbt an einem Schlaganfall. |
| 1.10 | Nach John Dockx Tod wird Vincent neuer Besitzer des Clubs. Trotz der Vergangenheit will Vincent Frieden mit seinem Cousin und behält Ray als Geschäftsführer des Clubs, will aber das Kalinka geht. Daraufhin sucht Ray einen neuen Club für Kalinka und beendet seine Beziehung zu Kalinka, die emotional zusammenbricht. In Wahrheit jedoch will Vincents Rays Tod und versucht dazu Jan, einen von Rays Männern anzustiften. Jan teilt dies jedoch sogleich Ray mit, woraufhin Ray Vincent im Club ermordet. Zuvor jedoch hat Vincent erfahren, dass Ray Kalinka rausgeworfen hat und ihr Gewalt angedroht, wenn sie es wagt, Geheimnisse preiszugeben. Doch Kalinka, die schon darüber nachgedacht hat, zur Polizei zu gehen, wird durch die gewaltsame Drohung gänzlich überzeugt und bietet der Polizei an vor Gericht gegen die Bande auszusagen, wenn sie Schutz erhält. Daraufhin greift die Polizei im Club zu und nimmt Ray, Eddy und Danny fest. Marc, Jan, Inessa und Daria bleiben alleine zurück. Eine Woche später. Inessa trifft Daria im Club und eröffnet ihr, dass Jan ihr eine kleine Wohnung besorgt hat, wo sie auch Freier empfangen kann. Inessa ist entschlossen in Belgien zu bleiben, da sie hier trotz allem ein besseres Leben als in Litauen habe. Sie gibt Daria Geld für einen Flug zurück nach Vilnius. Die beiden Freundinnen verabschieden sich. Daria kehrt zu ihrer Familie nach Vilnius heim, die sie äußerst kühl empfängt. Daria besucht das Grab ihrer Freundin Kassandra und erinnert sich weinend an ihre Worte: „Wir müssen uns vergewissern, dass es uns dort gut gehen wird. Wir unterschreiben nicht, ohne zu wissen, was da steht. Irgendwas stimmt da nicht. Du hast unterschrieben? Man wird dich verkaufen. Wie kannst du so dumm sein? Ist dir denn nichts mehr wichtig. Verstehst du denn nicht? Du wirst Prostituierte, eine Nutte!“ Im Abspann werden die Strafen der Bandenmitglieder aufgelistet. – Ray van Mechelen: 5 Jahre wegen Menschenhandel, Körperverletzung, Bildung einer kriminellen Vereinigung, Anstiftung zur Prostitution und Steuerhinterziehung. – Eddy Stoefs: 8 Jahre wegen (angenommenen) Totschlags an Vincent Dockx, Bildung einer kriminellen Vereinigung und Steuerhinterziehung. – Marc Kamps: ein Jahr Gefängnis, davon 6 Monate zur Bewährung ausgesetzt, wegen Bildung einer kriminellen Vereinigung und Urkundenfälschung – Danny Bols: sechs Monate auf Bewährung und 1.400 Euro Geldstrafe wegen Bildung einer kriminellen Vereinigung und 22 unbezahlten Strafzetteln – Jan Verplancke: nicht angeklagt. Zog nach Spanien und gründete in Benidorm einen Escort-Service. |

### Staffel 2 -Wir tun es für unsere Familien(We doen het voor onze families)
| Ep.  | Inhalt |
| ---- | --- |
| 2.1  | Drei Jahre nach den Ereignissen der ersten Staffel. Im belgischen Antwerpen treffen Ray, Danny und Eddy nach ihrer Haftentlassung wieder aufeinander. Sie wollen Jan Verplancke finden, der nach ihrer Festnahme ihr Geld gestohlen hat und suchen Kontakt zu dem Mädchenhändler Robert 'Bob' Sels, der ihnen mitteilt, das Jan in Pattaya in Thailand ist, wo er Anteilseigner an einer Strip-Bar ist und für Bob Sels als Zulieferer neuer Mädchen dient. Die Drei fliegen nach Thailand zu Jan und fordern ihr Geld zurück, der als Anzahlung ihnen anbietet einige Thai-Mädchen aus dem Club zu ihnen nach Belgien zu schicken. Zuvor hat Jan in einem Dorf einigen armen Familien ihre Töchter abgekauft hat, die in seiner Bar nun als Stripperinnen und Prostituierte arbeiten müssen. Eines der Mädchen, die Halbwaise Thip, wird noch am Abend von vier Männern brutal vergewaltigt. Sie flieht aus dem Club und reist zurück zu ihrer Mutter, die sie zornig auffordert, wieder in die Stadt zurückzukehren und sich zu prostituieren, was sie schweren Herzens tut. Währenddessen reist Bob Sels mit Inessa, dem verbliebenem Mädchen der ersten Staffel, nach Transnistrien, wo sie neue Mädchen anwerben, darunter Svetlana ('Sveta') und Nastja, die beide bereits als Prostituierte arbeiten. Sie wollen nach Westeuropa, sind jedoch skeptisch, da sie Angst haben nicht ihren vollen Lohn zu bekommen oder gar verkauft zu werden. Schließlich entscheiden sich die Mädchen mitzukommen und kommen in Belgien im Pussycat-Bordell von Bob Sels unter. |
| 2.2  | Im Pussycat-Bordell in Belgien erfahren Sveta und Nastja entsetzt von Nina, einem ukrainischen Mädchen aus dem Club, dass Bob Sels und Inessa als Mädchenhändler arbeiten und sie ihren Lohn nicht bekommen werden. Nachdem Bob es ablehnt mit einer russischen Bande zusammenzuarbeiten, die ihm Mädchen anbieten will, überfällt diese das Pussycat und entführt die drei Mädchen und zwingt sie auf Strich. Gemeinsam mit Ray, der mit Danny aus Thailand zurückgekehrt ist, geht Bob schließlich eine Zusammenarbeit mit den Russen ein - die entführten Mädchen kehre ins Pussycat zurück. In Thailand sucht Jan, der von Ray, Eddy und Bob unter Druck gesetzt wird, seine Schulden zu bezahlen und neue Mädchen nach Belgien zu liefern, verzweifelt nach neuer menschlicher Ware. Eddy, der bei Jan in Thailand geblieben ist, überlebt einen Brand im zu Jans Bar zugehörigen Stundenhotel, bei dem ein Mädchen lebendig verbrennt. |
| 2.3  | In Thailand nehmen die Mädchen Abschied von ihrer bei dem Brand getöteten Freundin. Ray reist mit den Russen in die Ukraine, um neue Mädchen zu erwerben, darunter Alyona und Yana. Während Raynach Thailand weiterreist, um für Bob fünf weitere Mädchen zu bekommen, stellt dieser fest, dass die Russen ihn betrogen haben und nicht die richtigen Mädchen nach Belgien gebracht haben, da er ihm vorher Fotos gezeigt wurden. Als er in den Stripclub Kamasutra, der den Russen gehört, stellt Bob jedoch fest, dass Alyona und Jana dorthin gebracht worden sind. Offensichtlich arbeitet Ray mit den Russen zusammen. In Thailand angekommen konspiriert Ray mit Jans Geschäftspartnern und bringt ihn um seinen Anteil am Club, woraufhin Jan und Eddy die Kontrolle verlieren und ihn totschlagen. Den beiden anwesenden Mädchen Thip und Pat drohen sie Gewalt an, sollten sie etwas sagen. Weil in Belgien den Mädchen im Pussycat noch immer der Lohn vorenthalten wird, flieht Sveta aus dem Club, verletzt sich dabei jedoch und kommt zunächst bei einer Belgierin unter, ehe sie zur Polizei geht. Als diese einen Übersetzer rufen, taucht plötzlich Inessa auf, die Sveta bittet, so zu tun, als ob sie sie nicht kenne und warnt sie, nicht zu sagen, dass sie eine Prostituierte ist, da die Polizei ihr nicht helfen werde. Sveta erzählt Inessa, dass sie im Club nicht bezahlt werden, weigert sich jedoch bei der Polizei Anzeige zu stellen, die daraufhin ihre Papiere prüft und Ermittlungen aufnimmt, da sie weder ihr noch Inessa glauben. Sie erfahren von einem bei dem Überfall auf dem Club verletzten Türsteher, dass der Club als Bordell genutzt wird und Bob Sels gehört. |
| 2.4  | Eddy und Jan reist zurück nach Belgien, wo letzterer einen Teil seiner Schulden bei Bob bezahlt. Thip und Pat werden von Thailand nach Belgien gebracht und an Bob Sels verkauft. Eddy überredet Bob ihn einzustellen und stellt fest, dass Pat und Thip bei ihm sind und ihn als einen von Rays Mördern überführen können. Kurz darauf verkauft er die beiden Mädchen an zwei belgische Bauern. Sveta wird von Bob an einen neuen gewaltsamen Besitzer verkauft und auf den Straßenstrich geschickt. Nachdem sie mit einem Kunden Sex hat, der sich als freundlich erweist, offenbart sie ihm, dass sie eine Zwangsprostituierte ist und bittet ihn um Hilfe um zurück nach Transnistrien zu kommen. Der Kunde gibt ihr Geld bringt sie zu einem Autohof, wo Sveta einen LKW-Fahrer trifft, der zustimmt sie nach Bonn zu bringen, von wo aus sie dann weiterreisen kann. |
| 2.5  | Sveta kehrt nach dreitägiger Reise nach Transnistrien zu ihrer Tante zurück, traumatisiert von ihren Erfahrungen in Belgien und nimmt telefonisch Kontakt zu Nastja auf. Auch Nastja will zurück nach Transnistrien. Bob spricht mit ihr und erklärt, dass sie ihren Anteil bisher nicht bekommt, weil sie achttausend Euro Schulden bei ihm hat, damit er sie nach Belgien holen konnte. Er verspricht, dass sie nach rund zwei Monaten Arbeit ihre Schulden beglichen haben wird, womit Nastja sich zufriedengibt. Alyona und Yana beschweren sich im Kamasura-Club bei Inessa - die dort mit den Russen kooperiert, dass ihnen ihr Lohn vorenthalten wird und bitten sie mit den Russen zu reden. Stattdessen hilft Inessa ihnen mit Eddy zusammen zu entkommen, der sie zu Bob und Nastja ins Pussycat bringt. Gegenüber den Russen bestreitet Inessa etwas mit der Flucht der Mädchen zu tun zu haben, doch finden sie heraus, dass sie lügt und drohen ihr Gewalt an, bis sie Eddy als Verantwortlichen benennt und ihnen die Adresse gibt. Durch einen Zeitungsartikel ist inzwischen bekannt, dass in Thailand die Leiche von Ray entdeckt worden ist. Eddy wird von der Polizei befragt und ist nicht anwesend, als die Russen in die Wohnung stürmen, in der sich Danny und Esther befinden. Die Russen verwechseln Danny mit Eddy und foltern ihn. Jan reist mit Tony, einem Angestellten von Bob, nach Sofia, um neue Mädchen zu erwerben. Zunächst erwirbt er vier Stück, wobei er für sich und Tony jeweils eine für die Nacht haben will. Tony, dem er das Mädchen Daffi zuteilt, lehnt es jedoch ab Sex mit ihr zu haben. Pay und Thip fliehen mit Hilfe ihres alten Schleusers von der Bauernfarm, der sie anschließend an das Kamasutra verkauft. |
| 2.6  | Bob erschießt die Russen, als diese ihn wegen der Flucht von Alyona und Yana erpressen wollen. Zwischen Nastja und Alyona kommt es zum Streit um die wenigen Kunden im Pussycat. Später vertragen sie sich, wobei Alyona offenbart, dass sie sich für ihre krebskranke Schwester in Kiew prostuiert, um die Behandlung zu bezahlen. Als Inessa mit zwei Mädchen aus dem Kamasutra joggen geht, wird sie von ihren Kontaktleuten bei der Polizei befragt. Jan und Tony reisen in die bulgarische Hauptstadt Sofia, wo sie auf einem Auktionsmarkt acht neue Mädchen ersteigern. Da Jan wegen seiner höheren Finanzkraft alle Mädchen ersteigern kann, die er will, rächt sich ein Mitbewerber, indem er nach der Auktion Jan entführt und die Mädchen stiehlt. Schließlich wird Jan außerhalb von Sofia schwer verletzt liegen gelassen. |
| 2.7  | Jan und Tony kehren nach Belgien zurück. Bob ist wütend, weil er durch den Raub der Mädchen viel Geld verloren hat und einem neuen Kunden nun keine Ware liefern kann. Bob droht Jan Konsequenzen an, wenn er nicht bald zehn neue Mädchen auftreibt, woraufhin Jan nach Rumänien reist. Da er maximal 500 Euro pro Mädchen zahlen will, scheitern mehrere Käufe, bis er nach Roma-Mädchen in den Slums von Bukarest sucht. Schließlich zahlt er für fünf Mädchen und schickt sie mit einem Fahrer nach Belgien. Bob will den Kamasutra-Club übernehmen, doch will Betreiber Paul nicht verkaufen. Bob besucht daraufhin Pauls Schwester und Onkel, die Mehrheitsanteile halten und bringt sie dazu zu bringen, zu verkaufen. |
| 2.8  | Nachdem Bob das Kamasutra übernommen hat, gibt es Gerüchte, dass er die Leitung Inessa übertragen will. Die Polizei in Antwerpen durchsucht einen Club in dem Esther arbeitet. Da sie die Beamten beschimpft, wird sie festgenommen und auf die Wache gebracht. Dort entdeckt sie Inessa, die angeregt mit der Polizei redet. Esther erpresst Inessa mit ihrer Information und will zunächst 3.000, später 5.000 Euro Schweigegeld. Es kommt zu einem handgreiflichen Streit bei dem Esther Inessa angreift, die sich verteidigt und Esther erwürgt. Danny, der in Esther verliebt ist, findet ihre Leiche und will diese mit Eddy zusammen beseitigen. Als sie in eine Alkoholkontrolle geraten und Eddy einen der Beamten bestechen will, damit sie weiterfahren können, werden beide aufs Polizeirevier gebracht. Eddy bittet Jan telefonisch den Wagen außer Sicht der Polizei zu bringen. Die von Jan nach Antwerpen gebrachten Roma-Mädchen erweisen sich als zunehmendes Problem, da sie stehlen und gewalttätig sind. Eddy wird von einem der Mädchen mit einem Messer verletzt. Nastja weigert sich einen kleinwüchsigen Kunden zu bedienen. Da Bob ihr noch immer nicht ihren Lohn zahlt, will sie zurück nach Transnistrien und bittet Tony um Hilfe. |
| 2.9  | Alyona ist verzweifelt, weil ihre kleine Schwester für die Krebsbehandlung wieder ins Krankenhaus muss und das Geld für die Behandlungskosten nicht reicht. Sie will ihre Schwester in Kiew besuchen, was Bob nicht erlaubt. Nastja soll für eine Gruppensex-Party nach Holland gebracht werden. Als sie abgeholt wird, flieht sie aus dem Haus in den Wald und ruft Tony an, als dieser bei Bob ist. Letzterer fordert Tony auf, sie zurückzubringen. Stattdessen bringt er sie zunächst bei sich unter. Trotz Tonys anfänglicher Ablehnung gegenüber Nastjas Wunsch, gibt er ihrer Bitte nach, als sie mit ihm schläft. Er bestiehlt Bob um 150.000 Euro und flieht mit Nastja. Jan und Eddy haben Angst, dass Thip und Pat gegenüber Bob erzählen, dass sie Ray ermordet haben. Daher wollen sie die Mädchen nach Thailand zurückschicken. Pat und Thip wenden sich an Inessa mit der Bitte ihnen zu helfen, woraufhin Inessa gegen 20 % des Anteils mit den beiden Männern verhandelt, die auf den Deal eingehen. Bob, Danny und Jan wollen Esthers Leiche beseitigen. Danny setzt sich in den Wagen und begeht Suizid, indem er den Wagen mit Esthers Leiche und sich selbst im Fluss versenkt. |
| 2.10 | Alyona reist zu ihrer Familie in die Ukraine und besucht ihre krebskranke Schwester im Krankenhaus. Ihre Schwester hat eine geringe Überlebenschance für eine lebensnotwendige Operation, die sich ihre Familie nicht leisten kann. Tony bringt Nastja nach Transnistrien, wo ihr Sohn, ihre Mutter und Sveta sie erwarten. Aus Angst, dass Bob ihnen nachspürt, reisen sie weiter zu Nastjas Tante in Bulgarien, wo sie in einem kleinen Haus auf dem Land unterkommen. Kurz darauf besuchen Bobs Partner in Kiew Nastjas Familie und foltern ihre Mutter, wodurch sie erfahren, wo Nastya ist. Bob entsendet Eddy und Jan nach Bulgarien, um das gestohlene Geld wiederzubeschaffen. Nastja ist jedoch gewarnt, da Sveta sie über den Überfall auf ihre Familie informiert hat. Während Tony einen Einkauf erledigt, flieht Nastja mit ihrem Sohn und nimmt das gestohlene Geld mit. Tony schafft es noch rechtzeitig zu entkommen, als Jan und Eddy ihn aufsuchen. Später, als Danny in Belgien beerdigt wird, findet Eddy heraus, dass Jan ihm noch immer sein Geld vorenthält, obwohl er wieder welches hat. Es kommt zum gewaltsamen Streit, bei dem Jan Eddy mit einem Messer ersticht und anschließend die Leiche zersägt, um sie beseitigen zu können. Zurück in Belgien stellt sich Tony der Polizei und sagt aus, wodurch Bob Sels festgenommen wird. Nastya trifft Sveta in einer neuen Wohnung wieder. Alyonas Schwester wird für die von Nastja bezahlte Operation vorbereitet. Jan setzt sic nach Rumänien ab. Im Abspann werden die Strafen und weiteren Schicksale aufgelistet. Bob Sels: 10 Jahre Haft wegen Menschenhandel, Totschlag, Anstiftung zur Prostitution, illegalem Waffenbesitz und Gründung einer kriminellen Vereinigung. - Tony Grooven: Geldstrafe und 3 Monate Bewährungsstrafe wegen Urkundenfälschung. Nastja und Sveta ziehen nach Chișinău, Moldawien, wo sie zusammen eine Snackbar führen. - Dasha, Alyonas Schwester, wird in Moskau operiert, stirbt aber zwei Monate später an einem Hirntumor. Alyona kehrt zurück nach Belgien (und prostituiert sich wohl weiter). |

## Hintergründe und Wissenswertes
Die beiden Staffeln beleuchten verschiedene Motive für Prostitution, die auch in den Titeln deutlich werden. In Staffel 1 („Nur tanzen hatten sie gesagt“) geht es um Zwangsprostitution, in Staffel 2 („Wir tun es für unsere Familien“) hingegen um freiwillige Prostitution aus wirtschaftlichen Gründen.
Inessa, gespielt von Indre Jaraite, ist das einzige der jungen Mädchen, das in beiden Staffeln auftritt.

## TV-Ausstrahlung
Die Ausstrahlung in Belgien erfolgte ab 2005 auf vtm sowie canal+. Nach dem Erfolg der ersten Staffel wurde eine zweite in Auftrag gegeben, die 2008 ausgestrahlt wurde. Die deutsche Erstausstrahlung der 10-teiligen ersten Staffel erfolgte ab dem 1. April 2009 auf dem Sender RTL Crime.

## Synchronsprecher
| Figur          | Darsteller          | Deutscher Sprecher    |
| -------------- | ------------------- | --------------------- |
| Jan Verplancke | Axel Daeseleire     | David Nathan          |
| Vincent Dockx  | Tom Van Dyck        | Lutz Schnell          |
| John Dockx     | Frank Aendenboom    | Friedrich G. Beckhaus |
| Nico Maes      | Lucas Van den Eynde | Uwe Büschken          |
| Mike Simons    | Wim Opbrouck        | Marco Kröger          |
| Remi           | Vic de Wachter      | Bodo Wolf             |